# هلسینکی شرقی

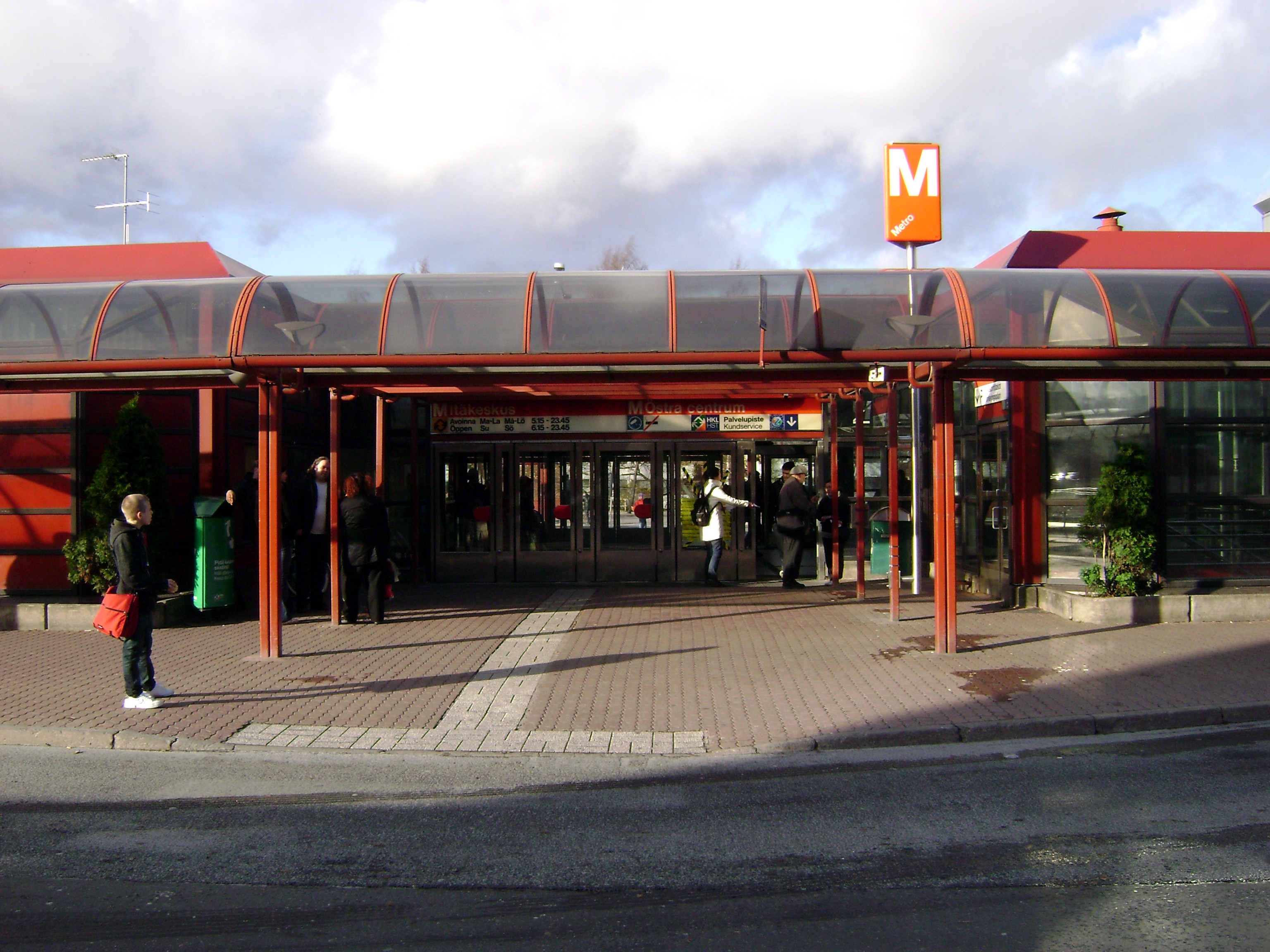
ورودی ایستگاه ایته‌کسکوس در متروی هلسینکی هسته اصلی حمل و نقل عمومی در شرق هلسینکی را تشکیل می‌دهد.

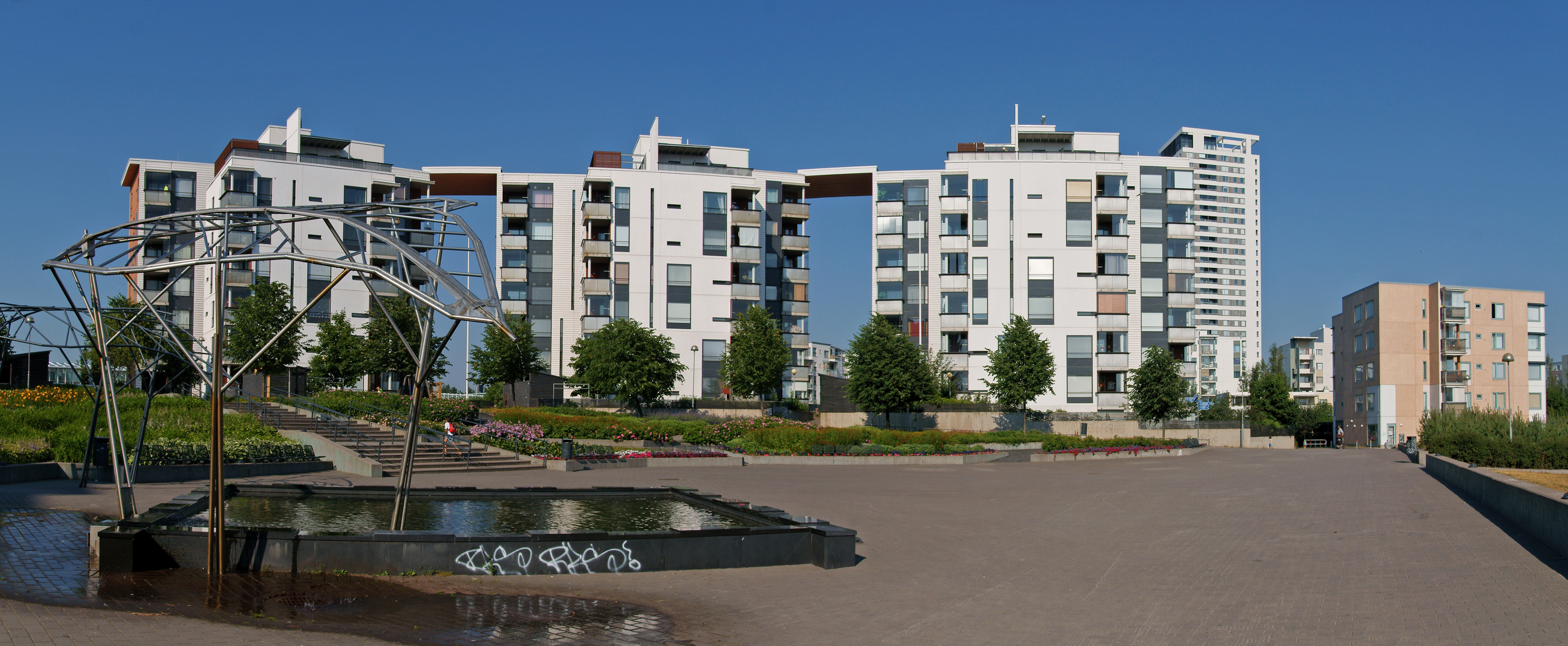
ساختمان‌های مسکونی در واوساری، هلسینکی.

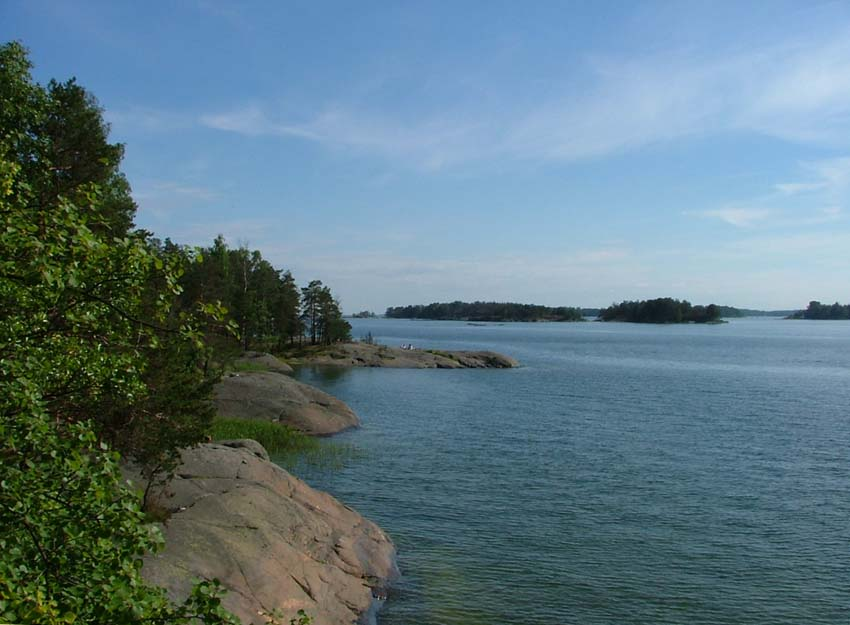
پارک طبیعی اوتلا در واوساری یکی از مناطق عمومی برای تفریح در فضای باز در شرق هلسینکی است.

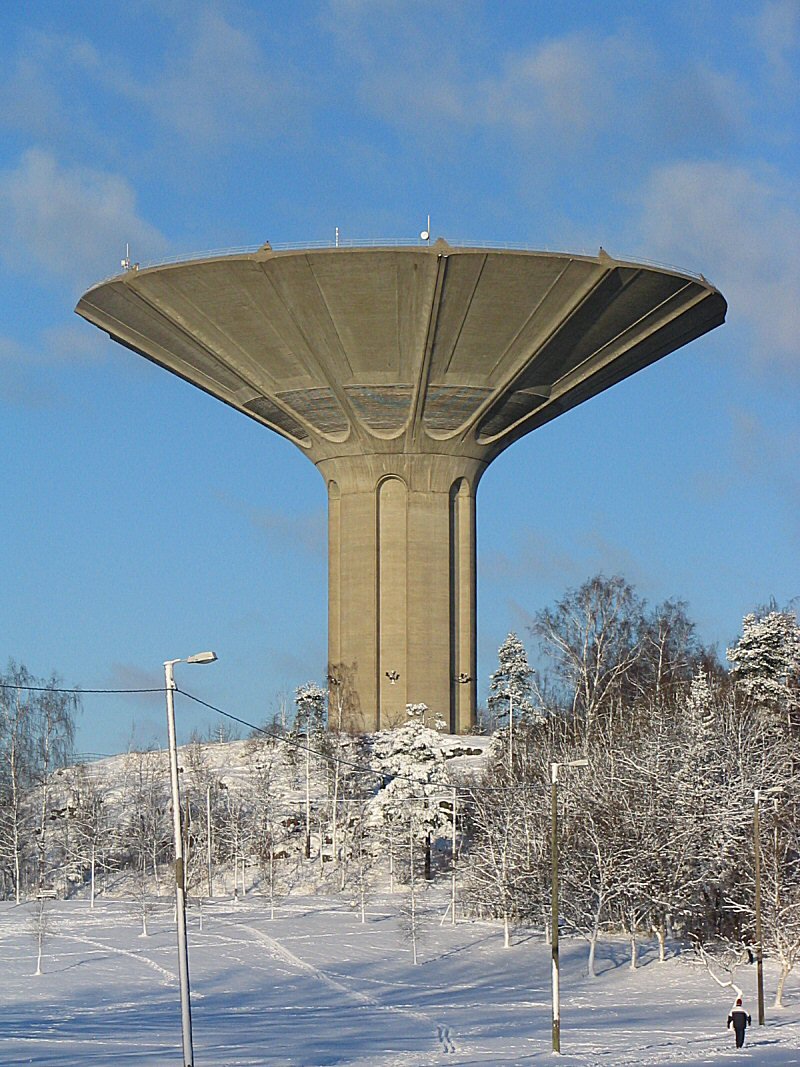
برج آب رویهوووری

هلسینکی شرقی (فنلاندی: Itä-Helsinki , سوئدی: Östra Helsingfors) منطقه‌ای در هلسینکی فنلاند است که معمولاً تصور می‌شود مناطق اصلی شرقی و جنوب شرقی شهر شامل وارتیوکوله، میوللی‌پورو، مللون‌کوله، واوساری، هرتتونیمی، لایاسالو و کولساری را در بر می‌گیرد. به استثنای کولساری، ساختمان‌های این منطقه نسبتاً جدید هستند - بیشتر آنها در دهه ۱۹۶۰ یا بعد از آن ساخته شده‌اند - و حومه‌های نسبتاً متراکم مسکونی را تشکیل می‌دهند.

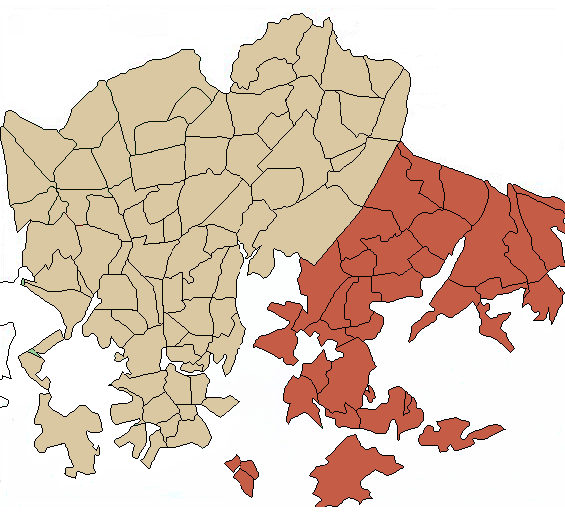
مناطق شرق هلسینکی با رنگ قرمز مشخص شده‌اند.

شرق هلسینکی مشکلات بیکاری و فقر داشته‌است و مهاجران و پناهندگان تا حدودی در مسکن‌های یارانه‌ای منطقه و آپارتمان‌های متعلق به شهر متمرکز شده‌اند. خرید و فروش مواد مخدر در شرق هلسینکی نسبتاً رایج است. این امر منجر به برداشت عمومی از شرق هلسینکی به عنوان یک منطقه پر مشکل شده‌است. کنتولا و مللون‌کوله، به‌طور کلی یکی از بدنام‌ترین ناحیه‌ها به‌طور خاص در نظر گرفته شده‌اند.

## جمعیت‌شناسی
منطقه اصلی شرقی دارای نرخ بیکاری در حدود ۱۲ درصد است که بیش از هر منطقه اصلی دیگر در هلسینکی است. در حالی که نرخ منطقه اصلی جنوب شرقی نزدیک به میانگین در حدود ۹ درصد است. تقریباً از هر ده نفر در شرق هلسینکی یک نفر از دولت فنلاند کمک‌های اجتماعی دریافت می‌کند.

## منطقه‌ها
| ناحیه      | جمعیت  | مساحت (کیلومتر مربع) | میانگین (در هر کیلومتر مربع) | بیکار نرخ |
| ---------- | ------ | -------------------- | ---------------------------- | --------- |
| هرتتونیمی  | ۲۶٬۳۳۳ | ۶٫۷۹                 | ۳٬۸۷۳                        | ۱۰٫۸٪     |
| کولساری    | ۳۷۹۱   | ۲٫۴۷                 | ۱٬۵۳۵                        | ۵٫۷٪      |
| لایاسالو   | ۱۶٬۴۸۶ | ۱۶٫۵۵                | ۹۹۵                          | ۷٫۸٪      |
| مللون‌کوله  | ۳۶٬۳۶۰ | ۹٫۹                  | ۳٬۶۷۳                        | ۱۳٫۶٪     |
| میوللی‌پورو | ۹٬۱۸۹  | ۲٫۱۹                 | ۴٬۱۹۶                        | ۱۴٫۳٪     |
| وارتیوکوله | ۲۱٬۲۱۴ | ۷٫۸۴                 | ۲۶۶۲                         | ۱۰٫۹٪     |
| واوساری    | ۳۱٬۹۴۸ | ۱۵٫۳۸                | ۲۰۷۷                         | ۱۱٫۷٪     |